# Místokancléř

Znak Zemí koruny české

Místokancléř byl vysoký úředník české kanceláře, později české dvorské kanceláře, která byla centrálním výkonným úřadem pro všechny obory veřejné správy kromě financí. Byl zástupcem nejvyššího kancléře, který ho také vybíral.
Místokancléři byli vybíráni především z vrstev vzdělaných představitelů nižší šlechty a erbovních měšťanů. Disponovali značnou možností vlastního úředního a nezřídka i významného politického rozhodování. Na rozdíl od nejvyššího kancléře docházel místokancléř do úřadu zpravidla denně. Pod ním pracovali sekretář české expedice a sekretář německé expedice. Dalšími zaměstnanci české kanceláře byli taxátoři, registrátoři, expeditoři a koncipisté.
Místokancléři byli v častém styku s českým králem, protože mu předkládali k podpisu vyřízenou královskou úřední agendu.
Služné se u místokancléřů v předbělohorské době bylo relativně vysoké, pohybovalo okolo 200–400 kop grošů ročně, nebylo však vypláceno pravidelně. Zpožděné služné bylo potvrzováno formou státních dluhopisů.

## Seznam místokancléřů Českého království
- 1473 Samuel z Hrádku a Valečova[3]
- 1480–1481 Pavel, zderazský probošt[3]
- 1528–1531 Václav z Velhartic
- 1532–1536 (něm.) Jiří z Lokšan na Kašperku (asi 1491–1551)
- 1532–1551 Jiří Žabka z Limberka na Kounicích[4]
- 1552–1564 (listopad) Zikmund Held (Helt) z Kementu († listopad 1564)[4]
- 1563–1589 (24. 1.) (něm.) Jiří Mehl ze Střelic na Tolštejně a Rumburku (asi 1514 Vratislav – 24. 1. 1589 Rumburk)[4]
- 1589 (nebo 1590[5]) Osvald ze Šenfeldu († 1589[6])
- 1590 (duben) – 1599 (září) Kryštof Želinský ze Sebuzína († listopad 1606)[5]
- 1599–1601 úřad neobsazen
- 1601 (leden) – 1608 (11. 8.) Jindřich Domináček z Písnice na Hartenberku (1555 – 11. 8. 1608)[7]
- 1608–1612 úřad neobsazen
- 1612–1617 Bohuslav z Michalovic (1565 – 21. června 1621 Praha; popraven)[5]
- 1617–1620 úřad neobsazen
- 1620 Petr Milner (Millner) z Milhausu (Milhauzu) na Mimoni[5]
- 1620–1630 (něm.) Otto z Nostitz
- 1630–1648 Albrecht Libštejnský z Kolovrat (15. 9. 1583 Innsbruck – 12. 8. 1648 Praha)
- 1649 (14. 5.) – 1663 ? František Eusebius z Pöttingu (10. 12. 1627 – 29. 12. 1678)
- 1664–1667[8] (něm.) František Oldřich Kinský (1634 Chlumec nad Cidlinou – 27. 2. 1699 Vídeň)
- 1667–1678 (něm.) Adolf Vratislav ze Šternberka (1627 Postoloprty – 4. 9. 1703 Zásmuky)
- 1678 (15. 1.) – 1685 (něm.) Karel Maxmilián Lažanský z Bukové (1639–1695)
- 1686–1693[9] (něm.) Karel Maxmilián z Thurnu (15. 10. 1643 – 8. 6. 1716)
- 1693–1700 Tomáš Zacheus Černín z Chudenic (1660–1700)[10]
- 1705 Václav Norbert Oktavián Kinský (1642–1719)
- 1715–1719 Josef František Bruntálský z Vrbna (2. 8. 1675 – 9. 6. 1755)[11]
- 1719 (4. 5.) – 1736 Vilém Albrecht Krakovský z Kolowrat (4. 9. 1678 – 21. 4. 1738 Vídeň)
- 1736–1738 Filip Josef Kinský (1. 5. 1700 – 12. 1. 1749)
- 1771 (3. 7.) Leopold Vilém Krakowský z Kolowrat (předtím 1771 vicekancléř, v letech 1782–1796 nejvyšší kancléř; 31. 12. 1727 Praha – 2. 11. 1809 Vídeň)
- 1776 (5. 1.) – 1780 Judas Tadeáš z Reišachu
- 1780–1782 Jindřich z Auerspergu
- 1782 (15.[12] nebo 19. 10.) – 1789[12] Jan Rudolf Chotek z Chotkova (17. 5. 1748 Vídeň – 26. 8. 1824 Vídeň) – kancléř při českorakouské dvorní kanceláři[12]

## Seznam vicekancléřů
- (70. léta 17. století) Karel Maxmilián Lažanský z Bukové (1639 – 14. 5. 1695 Praha)[13]
- 1705 Jan Wolf z Frankenberka
- 1705 (6. 6.)[14] – 1715 František Ferdinand Kinský z Vchynic a Tetova[15]  (1. 1. 1678 – 12. 9. 1741)
- 1719 (4. 5.) (určitě 1723[16]) – 1734 nebo  1736 Vilém Albrecht II. Krakowský z Kolowrat (4. 9. 1678 – 21. 4. 1738 Vídeň)
- pol. 30. let – po 1739 Rudolf Josef Kořenský z Terešova († po 1739)[17]
- 1771 Leopold Vilém Krakowský z Kolowrat (31. 12. 1727 Praha – 2. 11. 1809 Vídeň)
- 1776 (7. 5.) – 1780 Leopold z Clary-Aldringenu (2. 1. 1736 Praha-Malá Strana – 23. 11. 1800 Vídeň)

## Seznam sekretářů české expedice
- Jan Milner (Mylner) z Milhausu (Milhauzu)
- 1601 Jan Mencl z Kolsdorfu
- 1608 nebo 1609 – ? Pavel Michna z Vacínova († 1632)

## Seznam sekretářů německé expedice
- 1602 (prosinec, ?) – ? Jan Platejs z Platenštejna
- 1605 (?) – ? Filip Fabricius z Rosenfeldu (a později z Hohenfallu) (asi 1570 Mikulov – 1631 Praha)